# Jodra de Cardos
Jodra de Cardos es una localidad española del municipio de Baraona, perteneciente a la provincia de Soria, en la comunidad autónoma de Castilla y León. Está ubicada en la comarca de Almazán y en el partido judicial de Almazán.

## Geografía

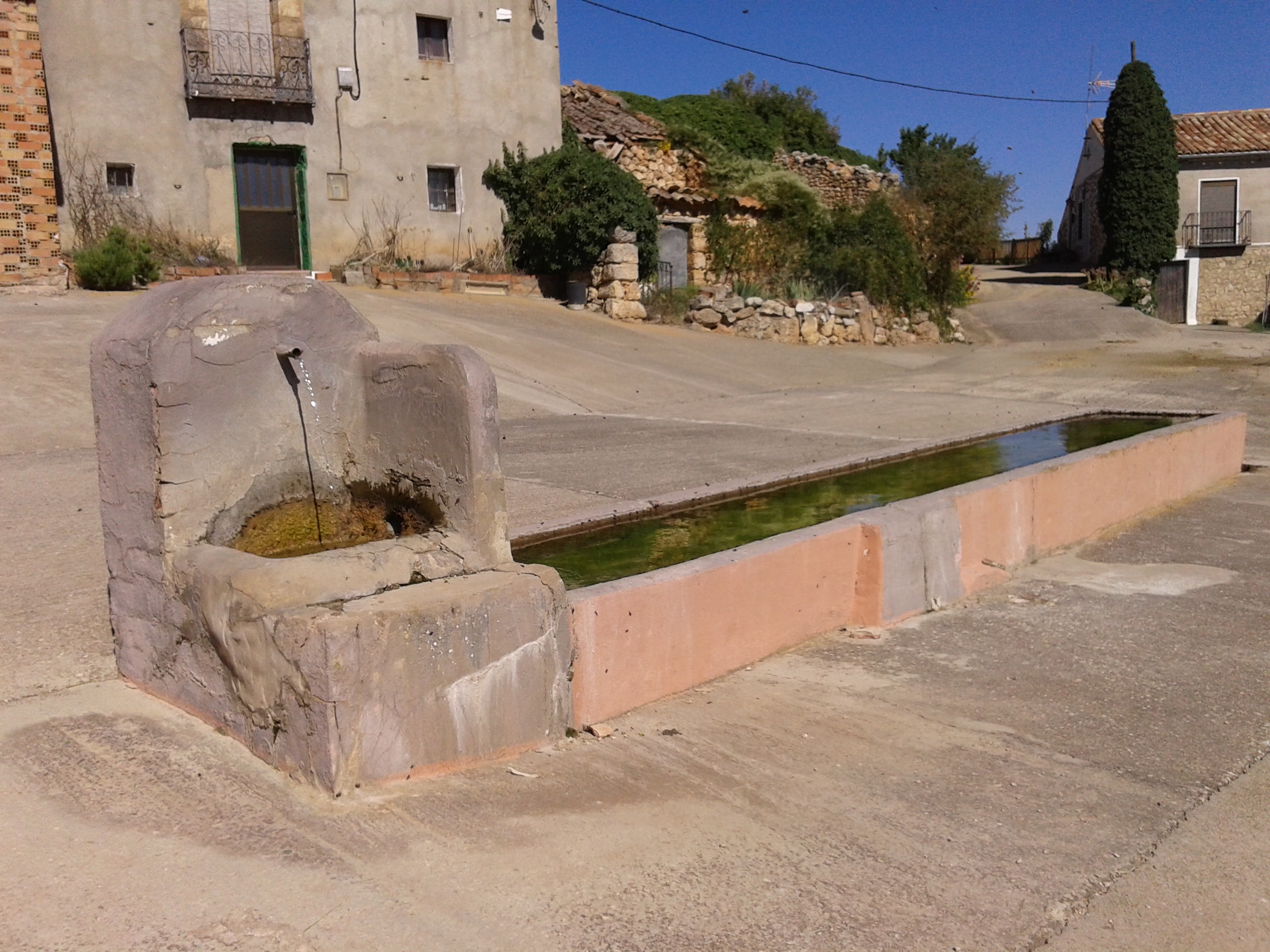
Fuente y pilón

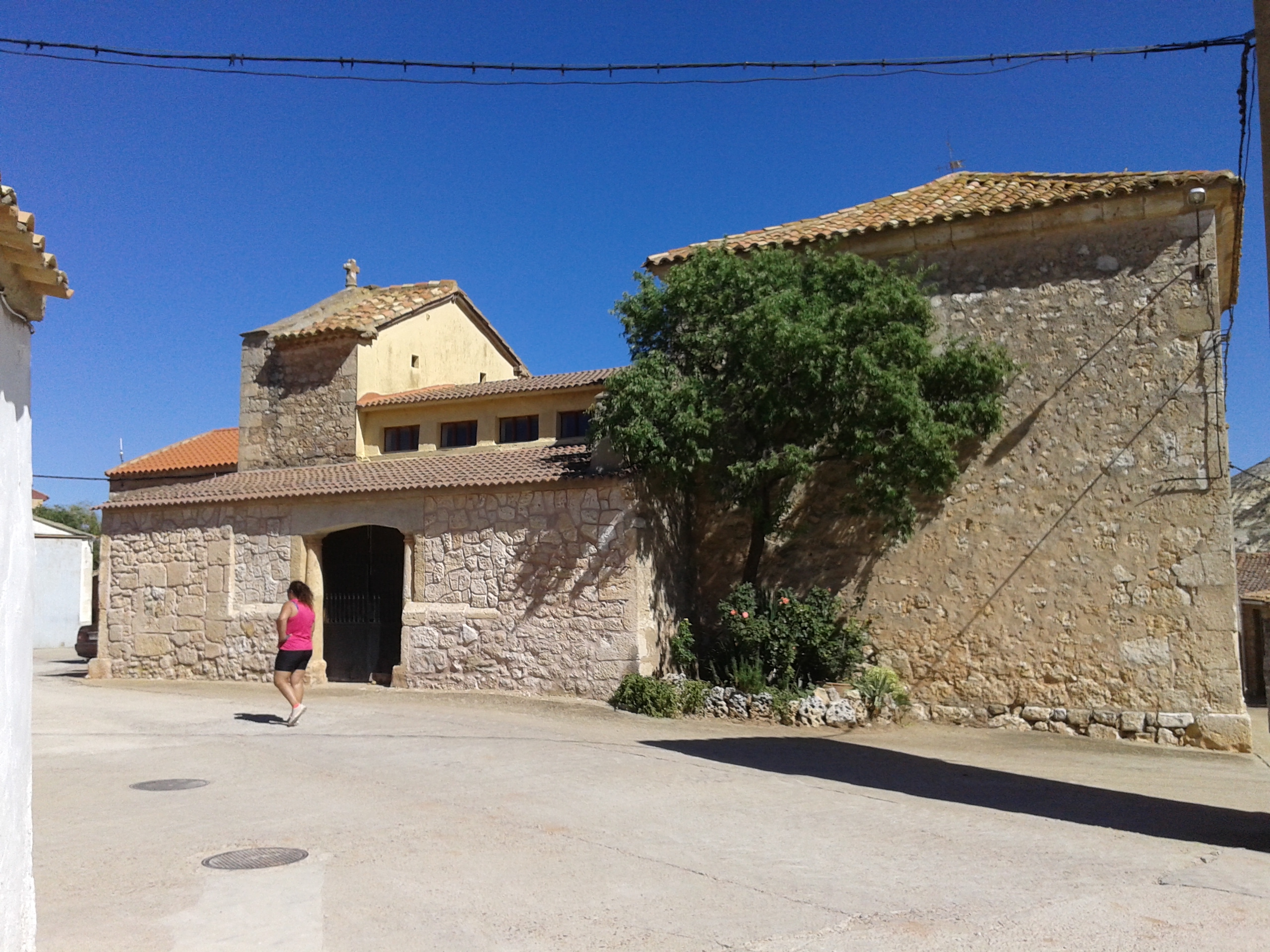
Jodra

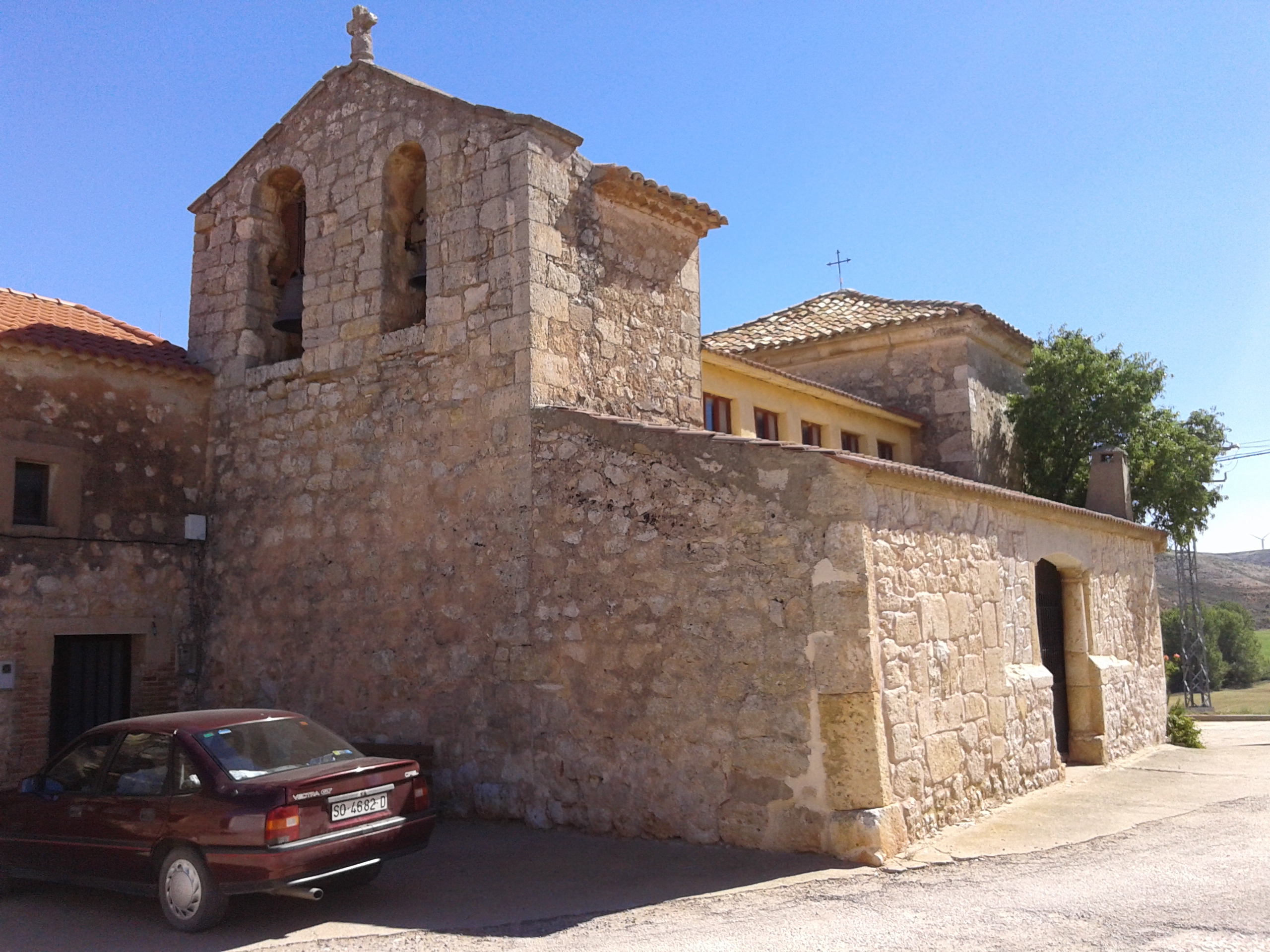
Iglesia de Santa María la Mayor

Esta pequeña población del antiguo partido de Almazán está ubicado en Los Altos de Barahona al sur de la sierra de Ontalvilla y bañada por el río Torete también conocido como río Bordecorex. Linda al este con Ontalvilla de Almazán, al este con Villasayas y al sur con Pinilla del Olmo.

## Historia
A la caída del Antiguo Régimen la localidad se constituye en municipio constitucional en la región de Castilla la Vieja, partido de Almazán que en el censo de 1842 contaba con 28 hogares y 110 vecinos.
A finales del siglo XX este municipio desaparece porque se integra en el municipio de Baraona, contaba entonces con 18 hogares y 55 habitantes.

## Demografía
| Gráfica de evolución demográfica de Jodra de Cardos entre 1842 y 1970 |
| |
| Población de derecho según los censos de población del INE Población de hecho según los censos de población del INEEntre el censo de 1981 y el anterior, este municipio desaparece porque se integra en el municipio 42029 (Barahona) |

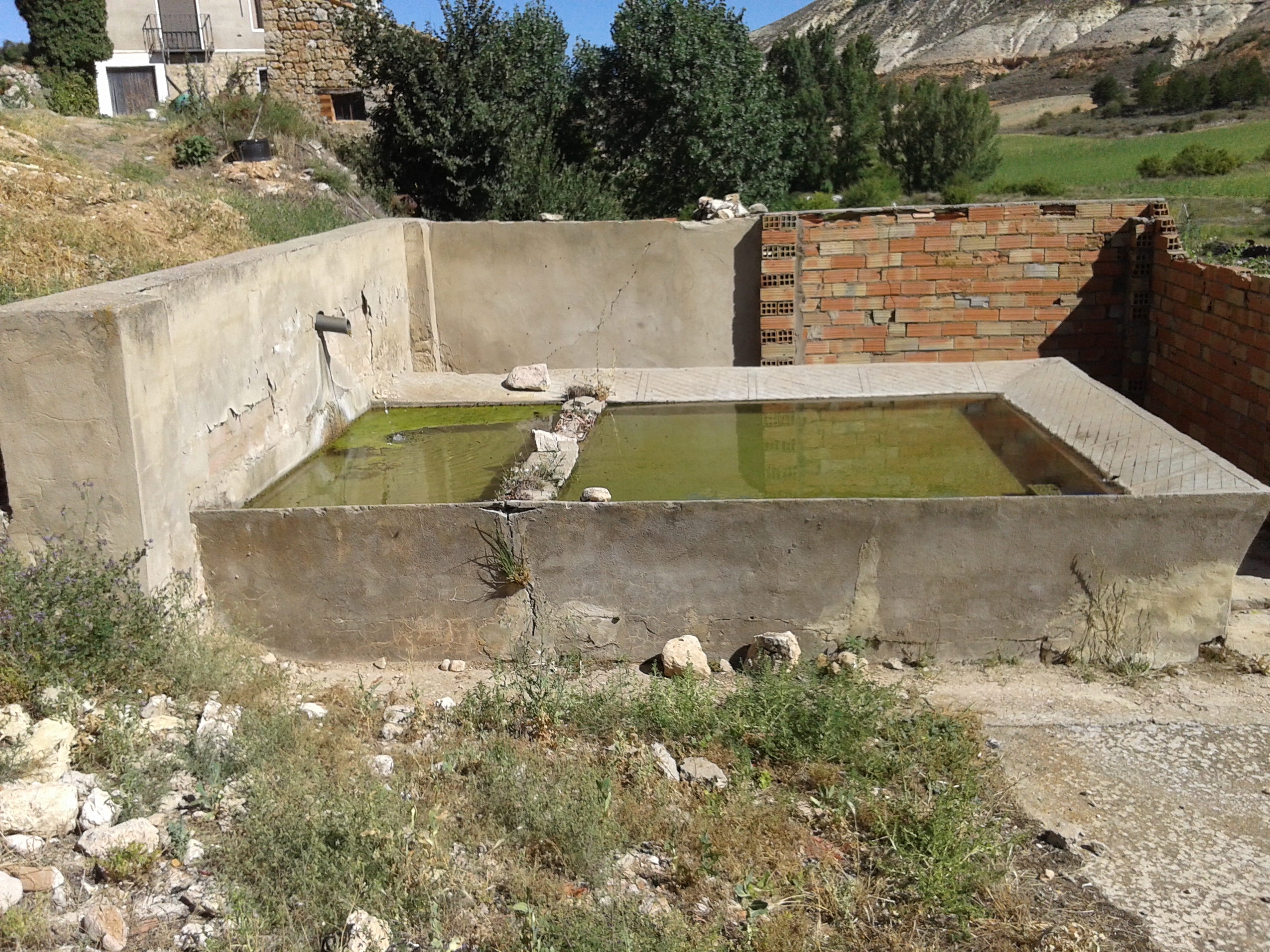
Lavaderos

En el año 1981 contaba con 41 habitantes, concentrados en el núcleo principal, pasando a 23 en 2010, 14 varones y 9 mujeres.
| Gráfica de evolución demográfica de Jodra de Cardos entre 2000 y 2010                            |
|                                                                                                  |
| Población de derecho (2000-2010) según los censos de población del INE a 1 de enero de cada año. |

## Patrimonio
- Iglesia de Santa María la Mayor.